# Tobramycin

Strukturformel

Tobramycin är ett antibiotikum som tillhör klassen aminoglykosider.

## Indikationer
Ämnet används som engångsdoser initialt vid sepsis eller septisk chock och endokarditer. Det kan också användas vid allvarliga infektioner från urinvägar, lungor eller gastrointestinala systemet.

## Biverkningar
Tobramycin har visats kunna ge upphov en permanent njurpåverkan och hörselnedsättning.